# Elliot Page
Elliot Page (født Ellen Page; 21. februar 1987 i Halifax) er en canadisk skuespiller. Han fik både en Golden Globe og Oscar nominering for bedste skuespillerinde for sin rolle som hovedpersonen i Juno.
Han er også kendt for sine roller i Hard Candy (2005), Smart People (2008), og som Katherine "Kitty" Pryde i X-Men: The Last Stand (2006). Page tiltrak også opmærksomhed i sit hjemland Canada med præmierede roller i Pit Pony og Marion Bridge foruden TV-shows som Trailer Park Boys og ReGenesis. Page spiller også rollen som Vanya/Victor Hargreaves i TV-serien The Umbrella Academy (2019).
I 2019 instruerede han og Ian Daniel den canadiske dokumentarfilm There’s something in the water.
I 2008 blev han nomineret til Times' liste over de 100 mest indflydelsesrige personer, og blev i juni samme år føjet til Entertainment Weeklys fremtidige A-List stjerneliste.

## Unge år
Page er født og opvokset i Halifax, Nova Scotia, Canada og voksede op med sine forældre Martha Philpotts, en lærer, og Dennis Page, en grafisk designer. Han gik på Halifax Grammar School indtil 10. klasse, gik en overgang på Queen Elizabeth High School, og dimeterede fra Shambhala School i 2005. Page tilbragte også to år i Toronto, Ontario, hvor han studerede i Interact Programmet på Vaughan Road Academy sammen med sin gode ven og kollega, den canadiske skuespiller Mark Rendall. Mens han voksede op, yndede han at lege med actionfigurer og klatre i træer.

## Karriere
Page begyndte at optræde da han var 10, med en rolle i tv-filmen Pit Pony, der senere fik en spin-off tv-serie. Dette førte til flere roller i små canadiske film og tv-serier. Som 16-årig fik han en rolle i en uafhængig film optaget i Europa, Mouth to Mouth. Gennembruddet kom i 2001, med kultserien Trailer Park Boys.
Page havde en rolle i 2005 filmen Hard Candy, og fik ros for "one of the most complex, disturbing and haunting performances of the year". Page medvirkede også i X-Men: The Last Stand som Kitty Pryde (Shadowcat), pigen der kan gå igennem vægge. I de tidligere X-Men film blev rollen brugt i korte gæsteoptrædener spillet af andre skuespillere, men aldrig brugt som en hovedrolle.
 Dette afsnit eller denne liste er kun påbegyndt. Hvis du ved mere om emnet, kan du hjælpe Wikipedia ved at tilføje mere.

## Privatliv
Elliot Page har en hund kaldet Patti opkaldt efter Patti Smith. Page er tilbøjelig til at gå i søvne. I 2008 var Page en af 30 berømtheder, der deltog i en online reklameserie for U.S. Campaign for Burma, der opfordrede til at afskaffe militærdiktaturet i Burma. Elliot Page valgte at springe ud som lesbisk på Sankt Valentines Dag 2014 ved en offentlig tale, Page holdt på en konference for unge homoseksuelle i Las Vegas . Elliot Page blev født kvinde og har brugt sit kvindelige navn indtil december 2020, hvor Page sprang ud som transkønnet og bruger ham/dem pronominer.

## Filmografi
| År   | Film                                      | Rolle                   | Note |
| ---- | ----------------------------------------- | ----------------------- | --- |
| 1997 | Pit Pony                                  | Maggie Maclean          | Tvfilm |
| 1999 | Pit Pony                                  | Maggie Maclean          | Tv-serie |
| 2001 | Trailer Park Boys                         | Treena Lahey            | Tv-series |
| 2002 | The Wet Season                            | Jocelyn                 | Kortfilm |
| 2002 | Marion Bridge                             | Joanie                  | |
| 2002 | Rideau Hall                               | Helene                  | Tv-serie |
| 2003 | Love That Boy                             | Suzanna                 | |
| 2003 | Going for Broke                           | Jennifer                | Tvfilm |
| 2003 | Homeless to Harvard: The Liz Murray Story | Young Lisa              | Tvfilm |
| 2003 | Touch & Go                                | Trish                   | |
| 2003 | Ghost Cat                                 | Natalie Merritt         | Tvfilm |
| 2004 | ReGenesis                                 | Lilith Sandström        | Tv-serie |
| 2004 | Wilby Wonderful                           | Emily Anderson          | |
| 2004 | I Downloaded a Ghost                      | Stella Blackstone       | |
| 2005 | Mouth to Mouth                            | Sherry                  | |
| 2005 | Hard Candy                                | Hayley Stark            | |
| 2006 | X-Men: The Last Stand                     | Katherine "Kitty" Pryde | |
| 2007 | An American Crime                         | Sylvia Likens           | |
| 2007 | The Tracey Fragments                      | Tracey Berkowitz        | |
| 2007 | The Stone Angel                           | Arlene                  | |
| 2007 | Juno                                      | Juno MacGuff            | Academy Award nomination - Bedste skuespillerinde Golden Globe nomination - Bedste skuespillerinde BAFTA Award nomination - Bedste skuespillerinde |
| 2008 | Smart People                              | Vanessa Wetherhold      | |
| 2009 | Peacock                                   | Maggie                  | Post-production |
| 2009 | Whip It!                                  | Bliss Cavendar          | Post-production |
| 2009 | Jane Eyre                                 | Jane Eyre               | In development |
| 2009 | Waverly Hills 9-0-2-1-D'oh                | Alaska Nebraska         | The Simpsons |
| 2010 | Inception                                 | Ariadne                 | |
| 2013 | The East                                  | Izzy                    | |
| 2019 | The Umbrella Academy                      | Vanya/Victor Hargreaves | Tv-serie |

## Priser og nominationer
- ACTRA Maritimes Awards
  - 2003 – Outstanding Female Performance, Marion Bridge (Won)[4]
- Academy Awards (Oscars)
  - 2007–Best Actress in a Leading Role, Juno (Nomineret)
- BAFTA
  - 2008 – Best Actress, Juno (Nomineret)[16]
  - 2008 – Orange Rising Star Award (Nomineret)[17][18]
- Broadcast Film Critics
  - 2007 – Critics' Choice Award: Best Actress, Juno (Nomineret)[19][20]
- Canadian Comedy Awards
  - 2008 – Best Actress, Juno (Vandt)
- Gemini Awards
  - 2005 – Best Supporting Actress, ReGenesis (Vandt)[21]
  - 2004 – Best Performance in a Children's or Youth Program or Series, Mrs. Ashboro's Cat (Vandt)[22]
  - 2000 – Best Performance in a Children's or Youth Program or Series, Pit Pony (Nomineret)
- Genie Awards
  - 2008 – Best Performance by an Actress in a Leading Role, The Tracey Fragments (Nomineret)[23]
  - 2005 – Best Performance by an Actress in a Supporting Role, Wilby Wonderful (Nomineret)
- Golden Globe Awards
  - 2008 – Best Performance by an Actress in a Motion Picture – Musical or Comedy, Juno (Nomineret)[24]
- Independent Spirit Awards
  - 2007 – Best Female Lead, Juno (Vandt)[25]
- Screen Actors Guild Awards
  - 2008 – Outstanding Performance by a Female Actress in a Leading Role, Juno (Nomineret)
- Satellite Awards
  - Best Actress – Musical or Comedy (Vandt)
- National Board of Review
  - Best Breakthrough Performance – Female (Vandt)
- MTV Movie Awards
  - 2008 – Best Female Performance (Vandt)
  - 2008 – Best Kiss (shared with Michael Cera) (Nomineret)
- Teen Choice Awards
  - 2008 – Best Actress, Comedy (Vandt)
  - 2008 – Best Breakthrough Actress (Vandt)